# Сивантос, Мэгги
Мэ́гги Сива́нтос (исп. Maggie Civantos; род. 28 декабря 1984, Малага, Испания) — испанская актриса. Известна по ролям Макарены Феррейро в телесериале «Визави» телеканалов «Antena 3» и «FOX España» и Анхелес Видаль в оригинальном сериале «Netflix» «Телефонистки».

## Биография
Мэгги родилась в семье певицы и звукотехника, оба из провинции Малага. Она получила своё имя в честь персонажа американского телесериала «Фэлкон Крест» Мэгги Джиоберти, роль которой исполнила Сьюзан Салливан.

## Карьера
Мэгги начала свою карьеру актрисы, участвуя в таких телесериалах, как «Сцены из супружеской жизни», «Центральная больница» и «Дурнушка Беа». Также принимала участие в таких короткометражных фильмах, как «Тот, кто ждёт» (исп. El que espera) и «Ничто» (исп. Nada). В 2008 году сыграла главную роль в телесериале «Ева и коллеги» телеканала «Antena 3». Также вошла в основной актёрский состав телесериала «Арраян» телеканала «Canal Sur», сыграв роль Анхелики.
После эпизодических ролей в различных проектах в 2014 году Мэгги стала известна широкой публике после роли Фанни в телесериале «Кабаре Лолиты» телеканала «Antena 3». В 2015 году она начала работу в телесериале «Визави», в котором она исполнила главную роль Макарены.
В 2017 исполнила главную роль в первом испанском сериале онлайн-платформы «Netflix» «Телефонистки» вместе с такими известными актрисами, как Бланка Суарес, Ана Фернандес, Ана Мария Польвороса и Надя де Сантьяго.
9 сентября 2019 года вышел телесериал TVE «Малака», в котором актриса исполняет одну из главных ролей вместе с Сальвой Рейна и Висенте Ромеро Санчесом. На данный момент Мэгги участвует в съёмках спин-оффа «Визави», который выйдет в 2020 году под названием «Визави: Оазис», где исполнит главную роль вместе с Наджвой Нимри. Из-за участия в этом проекте она вынуждена была отказаться от участия в «Телефонистках» из-за невозможности совместить графики.

## Фильмография

### Телесериалы
| Год       |   | Русское название                | Оригинальное название     | Роль                     |
| --------- | - | ------------------------------- | ------------------------- | ------------------------ |
| 2008      | с |                                 | Eva y kolegas             | Marta                    |
| 2009      | с | Сцены супружеской жизни         | Escenas de matrimonio     | Alba Boguñá              |
| 2009      | с | Не родись красивой/Дурнушка Беа | Yo soy Bea                | Maggie                   |
| 2009      | с |                                 | La Mari 2                 | Estrella                 |
| 2000—2011 | с | Центральная больница            | Hospital Central          | Candela Hernández        |
| 2012—2013 | с | Арраян                          | Arrayán                   | Angélica                 |
| 2012      | с | Толедо: Перекрёсток Судеб       | Toledo, cruce de destinos | Maggie                   |
| 2013      | с | Нити судьбы                     | El tiempo entre costuras  | Marita                   |
| 2014      | с | Свидание вслепую                | Ciega a citas             | Sonia                    |
| 2014      | с | Кабаре Лолиты                   | Bienvenidos al Lolita     | Fanny                    |
| 2015—2019 | с | Визави                          | Vis a vis                 | Macarena Ferreiro Molina |
| 2016      | с |                                 | Temporada baja            |                          |
| 2017      | с |                                 | Indetectables             | Lina                     |
| 2017—2019 | с | Телефонистки                    | Las chicas del cable      | Ángeles Vidal            |
| 2019      | с | Малака                          | Malaka                    | Blanca Gámez             |
| 2020      | с | Визави: Оазис                   | Vis a vis: El oasis       | Macarena Ferreiro Molina |

### Фильмы
| Год  |     | Русское название         | Оригинальное название      | Роль          |
| ---- | --- | ------------------------ | -------------------------- | ------------- |
| 2004 | кор |                          | Kinoglaz                   | Marta         |
| 2004 | кор |                          | El que espera              | Eli           |
| 2005 | кор |                          | Sobreexpuestos             | Maggie        |
| 2007 | кор |                          | Dosa (Odio)                | Izaskun       |
| 2007 | кор |                          | L.A.                       | Gabi Beneroso |
| 2008 | тф  |                          | Prime time                 |               |
| 2008 | кор |                          | Solo conmigo               |               |
| 2009 | кор |                          | Placer                     | Leo           |
| 2011 | тф  |                          | Amanecidos                 |               |
| 2012 | кор |                          | Hidrólisis                 | Sandra        |
| 2013 | тф  |                          | Temporal                   | Rosario       |
| 2013 | кор |                          | Rem                        | Gem           |
| 2014 | тф  |                          | Crustáceos                 |               |
| 2014 | кор |                          | Rubita                     | Norma         |
| 2014 | кор |                          | Cobayas: Human test        |               |
| 2014 | кор |                          | La gravedad                | Sonia         |
| 2015 | тф  |                          | 321 días en Michigan       |               |
| 2015 | тф  |                          | Escombros                  |               |
| 2018 | тф  | Лучшее лето в моей жизни | El mejor verano de mi vida |               |
| 2018 | тф  |                          | Alegría, tristeza          |               |
| 2019 | тф  | Маленькая Швейцария      | La pequeña Suiza           | Yolanda       |
| 2019 | тф  | Влияние                  | La influencia              | Sara          |
| 2019 | тф  |                          | Antes de la quema          |               |

### Спектакли
| Год  |     | Русское название | Оригинальное название                      | Роль    |
| ---- | --- | ---------------- | ------------------------------------------ | ------- |
| 2015 | тсп |                  | ¿A quién te llevarías a una isla desierta? | Celeste |
| 2015 | тсп |                  | Un balcón con vistas                       | Cris    |
| 2016 | тсп |                  | Mejor dirección novel                      | Leo     |
| 2017 | тсп | Троянки          | Troyanas                                   | Elena   |

### Видеоклипы
| Год  | Песня                                | Исполнитель   | Примечания   |
| ---- | ------------------------------------ | ------------- | ------------ |
| 2017 | Cuando Todas las Historias se Acaban | Maldita Nerea | Главная роль |

## Премии

### Премия Ондас
| Год  | Категория                       | Сериал   | Результат |
| ---- | ------------------------------- | -------- | --------- |
| 2015 | Лучший женский актёрский состав | «Визави» | Победа    |

### Премия Madrid Imagen
| Год  | Категория                                   | Сериал   | Результат |
| ---- | ------------------------------------------- | -------- | --------- |
| 2015 | Лучшая женская роль в драматическом сериале | «Визави» | Победа    |

### Испанский союз актёров и актрис
| Год  | Категория                   | Сериал   | Результат |
| ---- | --------------------------- | -------- | --------- |
| 2016 | Лучшая главная женская роль | «Визави» | Победа    |

### Малагский кинофестиваль
| Год  | Категория           | Фильм             | Результат |
| ---- | ------------------- | ----------------- | --------- |
| 2019 | Лучшая женская роль | Antes de la quema | Победа    |

### Премия Фугас за короткометражные фильмы на испанском языке
| Год  | Категория           | Сериал     | Результат |
| ---- | ------------------- | ---------- | --------- |
| 2017 | Лучшая женская роль | Las Rubias | Номинация |

### Премия Ферос
| Год  | Категория                     | Сериал   | Результат |
| ---- | ----------------------------- | -------- | --------- |
| 2017 | Лучшая женская роль в сериале | «Визави» | Номинация |